# Église Notre-Dame-des-Champs d'Avranches
Pour les articles homonymes, voir Notre-Dame-des-Champs.
L'église Notre-Dame-des-Champs est un édifice catholique qui se dresse sur le territoire de la commune française d'Avranches, dans le département de la Manche, en région Normandie.
L'église est inscrite aux monuments historiques.

## Localisation
L'église est située, place Carnot, sur la commune d'Avranches, dans le département français de la Manche.

## Historique
L'ancienne église paroissiale Notre-Dame-des-Champs était située, comme son nom l’indique, à l'extérieur de la ville, au sud. Cette église d’une grande simplicité est connue grâce à une photographie et quelques gravures. Elle avait été, avec son cimetière, fondée à la fin du XIIe ou au début du XIIIe siècle.
Devenue trop petite et des travaux devenant nécessaires, on admit l’idée, vers 1855, de construire un nouvel édifice surtout après l'effondrement de la cathédrale Saint-André. Des plans et un devis furent dressés par l’architecte Nicolas Théberge, architecte de la Manche et « enfant de la paroisse ». On doit également à ce dernier d'autres édifice dans le style néogothique comme Saint-Patrice du Teilleul en 1851, Saint-Hilaire-du-Harcouët en 1855, Saint-Pair de Sartilly ou Sainte-Croix de Saint-Lô en 1860.
Toutefois, il fallut attendre le 12 avril 1863 pour assister à la pose de la première pierre par le préfet de la Manche en présence de Jean-Pierre Bravard, évêque de Coutances et d’Avranches. Alors, les travaux commencent vraiment tout en suscitant de nombreuses interrogations ; le projet de Théberge est gigantesque et beaucoup se demandent comment le financement du projet sera possible.
Le style « néogothique » décidé par l’architecte implique la réalisation d’un bâtiment aux proportions audacieuses qui rompent complètement avec celles de la modeste église que l’on souhaite remplacer. Les moyens de la ville et de la paroisse sont insuffisants, d’autant que la reconstruction de Saint-Gervais a coûté fort cher, et, en 1865 le maire d’Avranches et l’archiprêtre se déplacent à Paris afin de solliciter l’aide financière de l’État. Cette aide longtemps réclamée ne sera finalement octroyée qu’en 1876 et la consécration de l’église, par l’évêque Mgr Germain aura lieu le 13 novembre 1892.
La lente construction de l’édifice fut émaillée de nombreux évènements parfois tragique comme, en 1868, le décès d’un ouvrier maçon âgé de vingt-sept ans tombé de la hauteur de la rosace où il travaillait. L’architecte Théberge, décédé en 1866, fut remplacé par Cheftel. Retardé par la Première Guerre mondiale, qui mobilisa toute la main d’œuvre, les deux tours de la façade sont achevées entre 1926 et 1937 ; à cette époque on installe également les grandes orgues dont la soufflerie bénéficie aussitôt de l’électricité.
En juin 1944, l’église est gravement endommagée par un incendie consécutif au bombardement de la ville. Les travaux de restauration se prolongent plusieurs années et la réouverture au culte n’intervient qu’en février 1962.

## Description
L'église se présente sous la forme d'un vaisseau avec une façade à deux tours (flèches inachevées), un transept saillant, et un chœur à déambulatoire avec chapelle axiale (jamais réalisée). L'église avait été pourvue d'un ensemble de verrières signées Duhamel-Marette, détruites par les bombardements de 1944.

### Mobiliers
L'église abrite de nombreuses œuvres inscrites au titre objet aux monuments historiques.

## Protection
L'église en totalité est inscrite au titre des monuments historiques par arrêté du 16 février 2006.

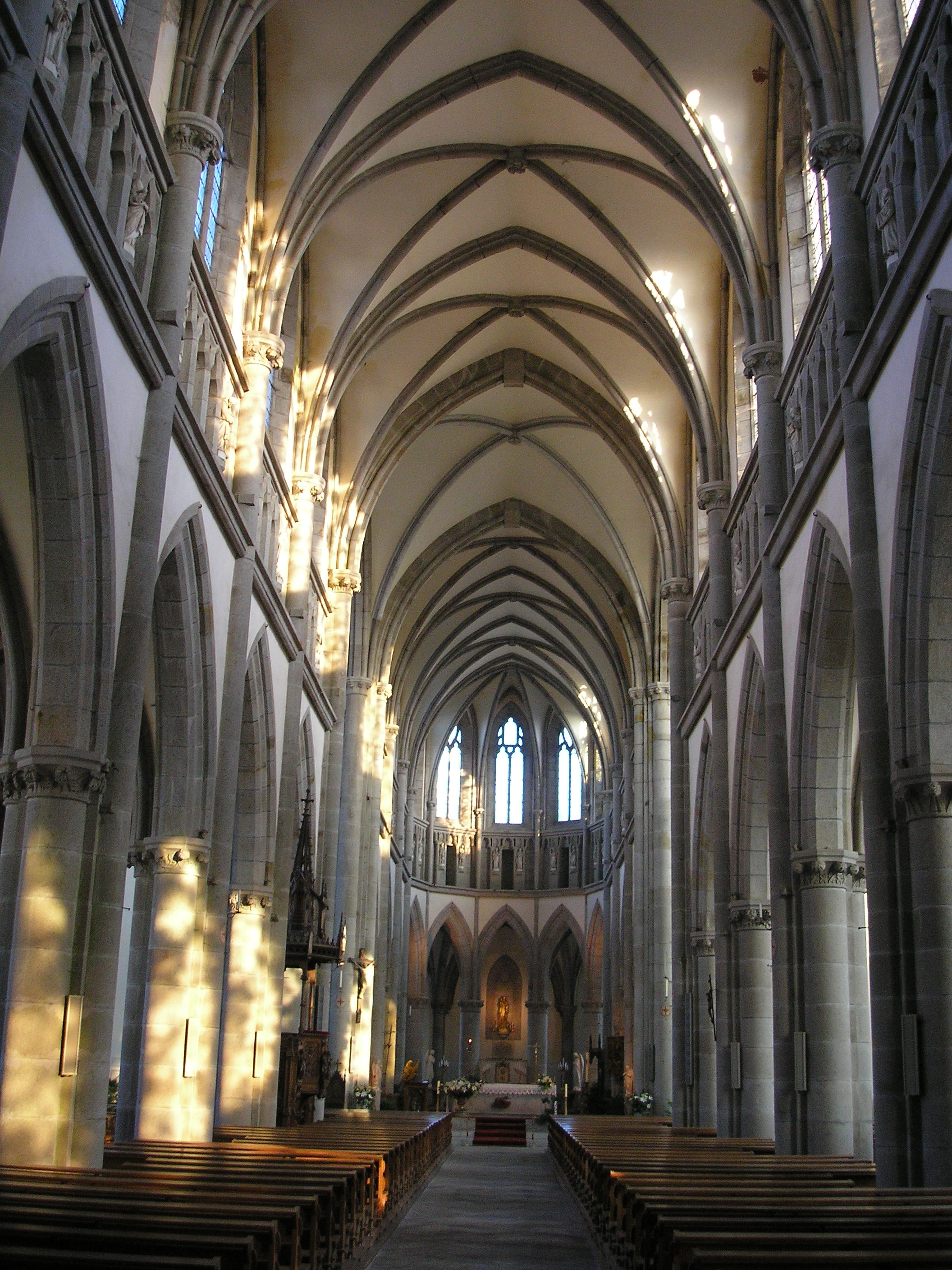
La nef.
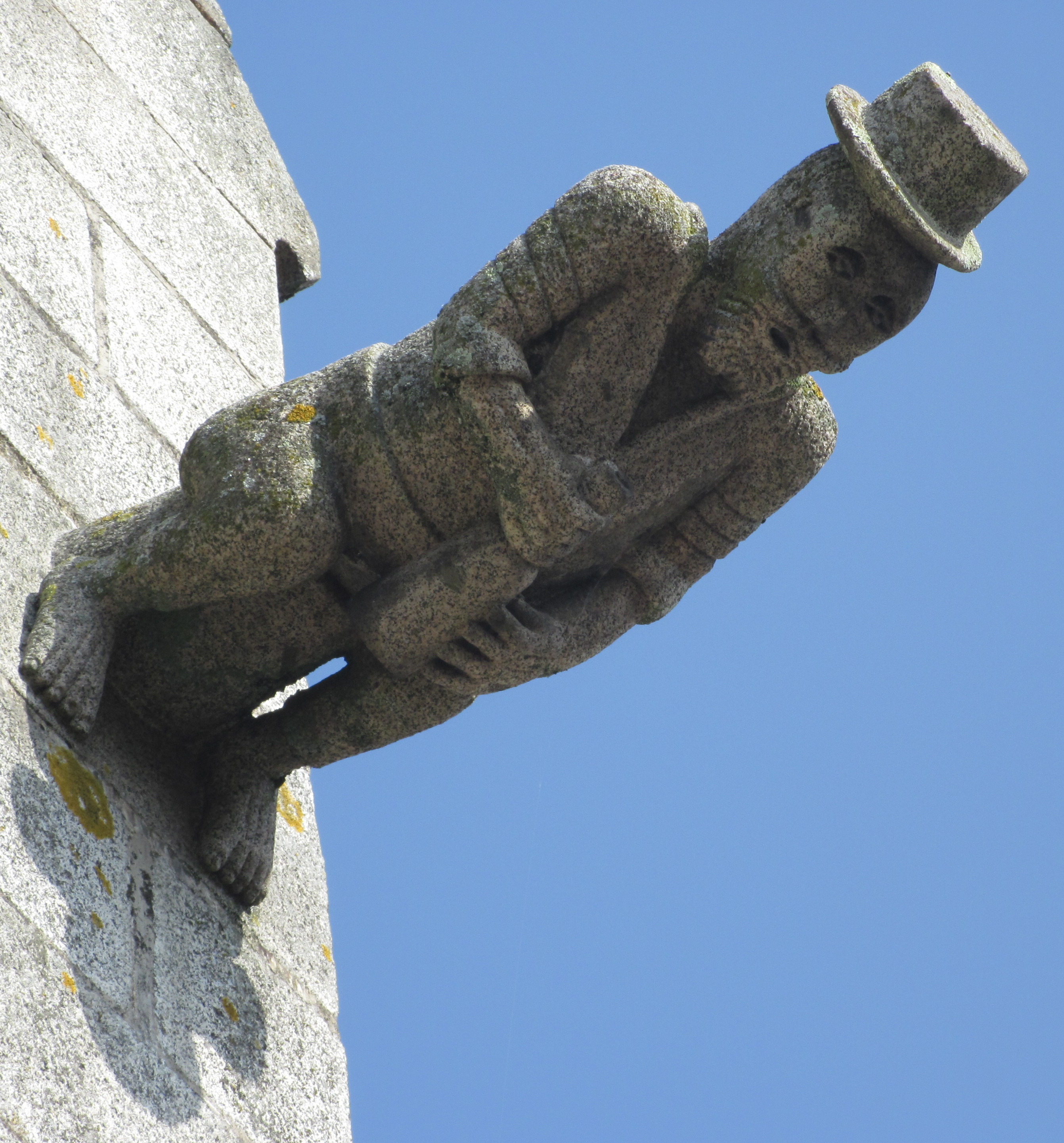
Une gargouille.
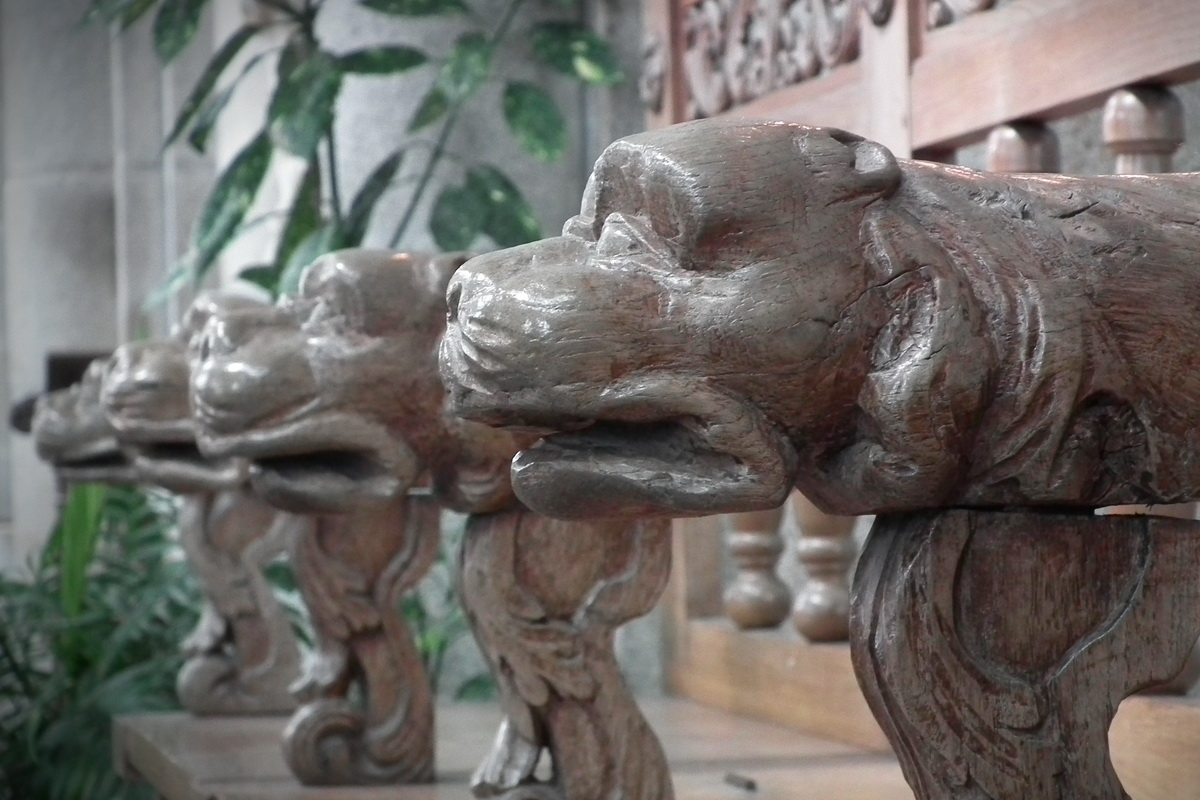
Les stalles.
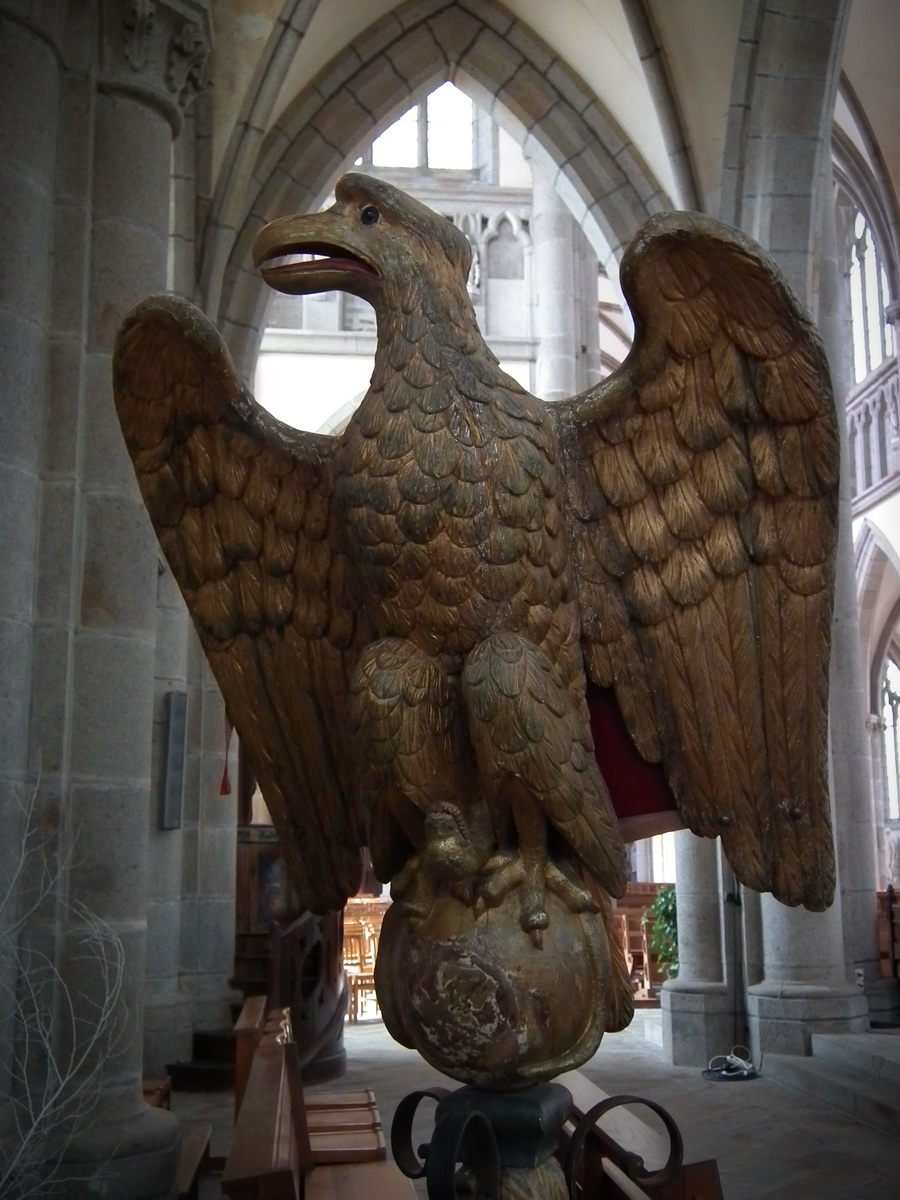
L'aigle-lutrin.
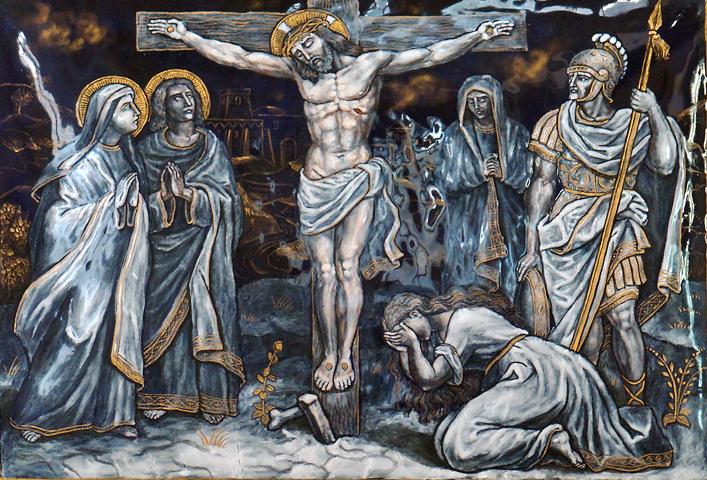
Une station de croix.
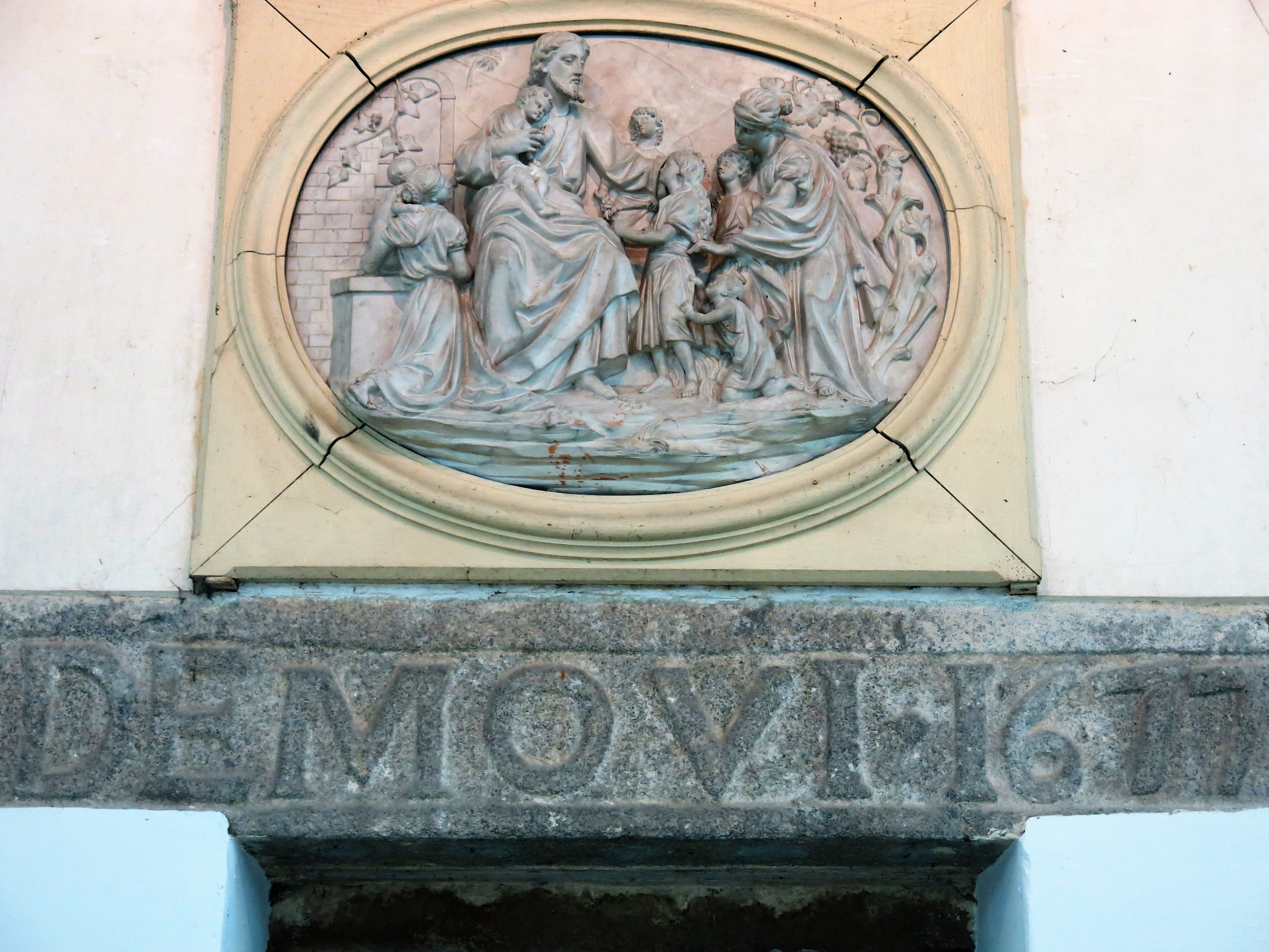
Un linteau repris de l’ancienne église.